# Leklowy
Leklowy – nieoficjalna nazwa przysiółka kolonii Królewo Malborskie w Polsce położona w województwie pomorskim, w powiecie malborskim, w gminie Stare Pole.
Miejscowość leży na obszarze Żuław Elbląskich nad Starym Nogatem.
W latach 1975–1998 miejscowość administracyjnie należała do województwa elbląskiego.